# Lotfi Zadeh

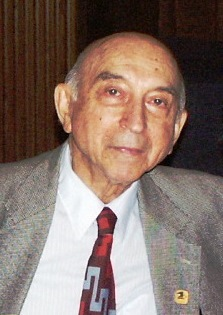
Lotfi Zadeh

Lotfi Asker Zadeh, geboren als Lotfi Aliasggarzadeh (Bakoe, 4 februari 1921 – Berkeley, 6 september 2017) was een Amerikaans wiskundige en systeemdenker die wereldfaam geniet als grondlegger van de vage verzamelingentheorie of vage logica (fuzzy logic). Zijn moeder was een Oekraïense Jood, zijn vader een Iraanse Azerbeidzjaan uit Ardebil.

## Biografie
Hoewel Zadeh meer geïnteresseerd was in wiskunde, studeerde hij elektronica aan de Universiteit van Teheran, omdat een wiskundige achtergrond hem in Iran automatisch zou hebben voorbestemd tot docent aan een middelbare school. Tijdens de Tweede Wereldoorlog werkte hij in Iran met zijn vader voor het Amerikaans leger en besloot naar de VS te emigreren; ook veranderde hij toen zijn naam.
In 1944 meldde hij zich aan als student bij het Massachusetts Institute of Technology (MIT), waar hij in 1946 afstudeerde in de elektronica. Hij werd doctoraalstudent en docent aan de Columbia-universiteit. In 1949 promoveerde hij er en werd het jaar daarop assistent-hoogleraar.
In 1954 schreef hij een publicatie met de titel 'Systeemtheorie', hetgeen hem een goede reputatie bezorgde in zijn vakgebied. In 1957 werd hij benoemd tot hoogleraar. Het jaar daarop ontving hij een uitnodiging voor de Universiteit van Berkeley. Zadeh twijfelde eerst, want Columbia beviel hem, maar in 1959 accepteerde hij de uitnodiging. In 1963 werd hij hoofd van de faculteit.
In 1964 schreef hij een artikel, waarin hij een theorie van vage verzamelingen ontwikkelde. De populaire benaming van de theorie is fuzzy logic – fuzzy betekent vaag of wazig. Ingewijden spraken liever over 'fuzzy set theorie' of vage verzamelingentheorie, want het ging met name over verzamelingen en over meer dan logica. Het werk bouwde op de verzamelingenleer, de filosofie van de vaagheid, de meerwaardige logica en Max Blacks woordgebruikgrafieken. 
Het werk van Zadeh werd door zijn collega's kritisch onthaald. Lovende woorden kwamen pas in 1967, toen Max Black zijn werk gelezen had. Zadeh kreeg echter nog jarenlang kritische kanttekeningen van gereputeerde collega's. Maar zijn theorie kreeg steeds meer 'volgelingen', in Amerika, West- en Oost-Europa en in Azië. In 1978 verscheen het eerste nummer van Fuzzy Sets and Systems, het belangrijkste blad op dit gebied. Vandaag de dag is de vage verzamelingentheorie een volwassen discipline met een stevig theoretische fundament en een breed toepassingsgebied.
Zadeh heeft veel officiële lofbetuigingen en eredoctoraten mogen ontvangen.
In 1991 ging hij met emeritaat, maar hij bleef actief, getuige het starten van het Berkeley Initiative in Soft computing (BISC). 
Hij werd 96 jaar oud.

## Onderscheidingen
Hij ontving in 1995 de IEEE Medal of Honor.